# Isabel de Valois i de Luxemburg
Isabel de Valois i de Luxemburg   (castell de Vincennes, 1 d'octubre de 1348 (Gregorià) - Pavia, 11 de setembre de 1372 (Gregorià)) fou una princesa de França que es casà amb l'hereu del Senyoriu de Milà.

## Biografia
Va néixer l'1 d'octubre de 1348 a la ciutat de Vincennes, situada en aquell moments al Regne de França i que avui en dia forma part del departament francès de Val-de-Marne, sent la filla més petita del rei Joan II de França i Bonna de Luxemburg. Fou neta per línia paterna de Felip IV de França i Joana de Borgonya, i per línia materna de Joan I de Bohèmia i Isabel I de Bohèmia. Fou germana, així mateix, de Carles V de França, Lluís I d'Anjou i Felip II de Borgonya i cunyada de Carles II de Navarra i Robert I de Bar.
Morí, a l'edat de 24 anys, l'11 de setembre de 1372 a la ciutat de Pavia.

## Núpcies i descendents
Amb motiu de la greu crisi econòmica soferta pel Regne de França durant el desenvolupament de la Guerra dels Cent Anys el seu pare la prometé en matrimoni amb un dels fills de Galeàs II Visconti, el qual havia ajudat econòmicament el regne francès.
El 8 d'octubre de 1360, a l'edat de 12 anys, Isabel i Gian Galeazzo es van casar a Milà, i sis mesos després, l'abril de 1361, va ser declarada comtessa sobirana de Vertus. Després del seu matrimoni, Isabella va portar la seva col·lecció de llibres francesos a Milà. Quan la seva filla, Valentina, va viatjar a França per al seu matrimoni, va portar dotze llibres d'origen italià. La parella va tenir quatre fills:
- Gian Galeazzo, born 1366[5]
- Azzone, 1368–1380[5]
- Valentina Visconti (1366-1408), casada el 1389 amb Lluís I d'Orleans.[3]
- Carles Visconti, mort el 1372.[5]

Només Valentina va viure fins a l'edat adulta; Isabella va morir donant a llum a Carlo a Pavia el 1372 i va ser enterrat a l'església de San Francesco de Pavia.